# Aérodrome d'Andernos-les-Bains
L’aérodrome d’Andernos-les-Bains (code OACI : LFCD) est un aérodrome ouvert à la circulation aérienne publique (CAP), situé à 3 km au nord-est d’Andernos-les-Bains dans la Gironde (région Nouvelle-Aquitaine, France).
Il est utilisé pour la pratique d’activités de loisirs et de tourisme (aviation légère et aéromodélisme).

## Installations
L’aérodrome dispose d’une piste en herbe orientée est-ouest (13/31), longue de 1 240 m et large de 60.
L’aérodrome n’est pas contrôlé. Les communications s’effectuent en auto-information sur la fréquence de 120,400 MHz.
S’y ajoutent :
- une aire de stationnement ;
- des hangars ;
- une station d’avitaillement en carburant (100LL)[2].

## Activités
- Aéroclub d’Andernos: www.aeroclubandernos.com